# 0422
0422 è il prefisso telefonico del distretto di Treviso, appartenente al compartimento di Venezia.
Il distretto comprende la parte sud-orientale della provincia di Treviso e due comuni della città metropolitana di Venezia. Confina con i distretti di Conegliano (0438) a nord, di Pordenone (0434) a nord-est, di San Donà di Piave (0421) a sud-est, di Venezia (041) a sud, di Padova (049) a sud-ovest e di Montebelluna (0423) a ovest.

## Aree locali e comuni
Il distretto di Treviso comprende 38 comuni compresi nelle 3 aree locali di Oderzo (ex settori di Motta di Livenza e Oderzo), Roncade (ex settori di Casale sul Sile, Roncade e San Biagio di Callalta) e Treviso (ex settori di Istrana, Spresiano e Treviso). I comuni compresi nel distretto sono: Annone Veneto (VE), Arcade, Breda di Piave, Carbonera, Casale sul Sile, Casier, Chiarano, Cimadolmo, Fontanelle, Giavera del Montello, Gorgo al Monticano, Istrana, Mansuè, Maserada sul Piave, Meduna di Livenza, Monastier di Treviso, Morgano, Motta di Livenza, Nervesa della Battaglia, Oderzo, Ormelle, Paese, Ponte di Piave, Ponzano Veneto, Portobuffolé, Povegliano, Preganziol, Quarto d'Altino (VE), Quinto di Treviso, Roncade, Salgareda, San Biagio di Callalta, San Polo di Piave, Silea, Spresiano, Treviso, Villorba e Zero Branco .